# Angelo Tartaglia

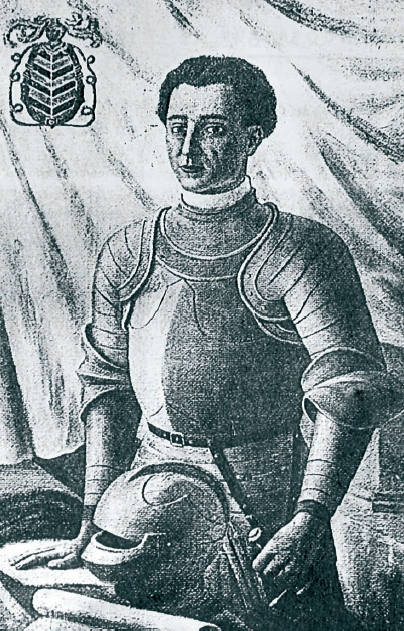
Angelo Tartaglia

Angelo Broglio da Lavello (Lavello, 1370 – Aversa, 1421), mais conhecido como Angelo Tartaglia, foi um dos mais famosos condottieri da  Idade Média italiana. Serviu a República Florentina, Siena, o Reino de Nápoles e os Estados Pontifícios. Foi preso por ordem do seu antagonista Muzio Attendolo Sforza e decapitado.